# Prionolejeunea denticulata
Prionolejeunea denticulata är en bladmossart som först beskrevs av Friedrich Weber, och fick sitt nu gällande namn av Victor Félix Schiffner. Prionolejeunea denticulata ingår i släktet Prionolejeunea och familjen Lejeuneaceae. Inga underarter finns listade i Catalogue of Life.